# Торре-ди-Санта-Мария
То́рре-ди-Са́нта-Мари́я (итал. Torre di Santa Maria) — коммуна в Италии, в провинции Сондрио области Ломбардия.
Население составляет 891 человек (2008 г.), плотность населения составляет 20 чел./км². Занимает площадь 45 км². Почтовый индекс — 23020. Телефонный код — 0342.
В коммуне 8 сентября особо празднуется Рождество Пресвятой Богородицы.

## Демография
Динамика населения: